# Ceranchia reticolens
Ceranchia reticolens är en fjärilsart som beskrevs av Butler 1882. Ceranchia reticolens ingår i släktet Ceranchia och familjen påfågelsspinnare. Inga underarter finns listade i Catalogue of Life.